# District de Türkmenbaşy
Le district de Türkmenbaşy (turkmène : Türkmenbaşy etraby) est un district du Turkménistan situé dans la province de Balkan. 
Son centre administratif est la ville de Türkmenbaşy.
Son nom est dérivé de celui de l'ancien président du Turkménistan, Saparmurat Niyazov (1940-2006).